# Marc Fitten
Marc Fitten (* 23. Mai 1974 in Brooklyn, New York City) ist ein US-amerikanischer Autor und Publizist. 

## Leben
Fitten, Sohn panamaischer Einwanderer, wuchs in der Bronx auf. 1993 zog er nach Europa und lebte bis 1998 in Ungarn. Anschließend kehrte er wieder in die USA zurück. Heute lebt er mit seiner Familie in Atlanta.
Fitten publizierte in verschiedenen amerikanischen Zeitschriften, unter anderem im Prairie Schooner, in The Louisville Review, in der Hogtown Creek Review sowie im Esquire. Die Georgia State University gewährte ihm das Paul Bowles Fellowship for Fiction. Zurzeit ist er Herausgeber der Chattahoochee Review, der ältesten Literaturzeitschrift Atlantas. Sein erster Roman, Valerias letztes Gefecht, erschien 2009 gleichzeitig in den USA, in Großbritannien und Deutschland. 2012 erschien sein zweiter Roman, Elsas Küche. Beide Romanhandlungen sind in Ungarn angesiedelt.

## Werke
- Valeria’s Last Stand (Roman, 2009).
  - deutsche Übersetzung: Valerias letztes Gefecht. Deutscher Taschenbuch Verlag, München 2009 (Übersetzerin: Claudia Wenner).
- Elza’s Kitchen (Roman, 2012). 
  - deutsche Übersetzung: Elsas Küche. Deutscher Taschenbuch Verlag, München 2012 (Übersetzerin: Claudia Wenner).